# Yanelis Santos
Yanelis Santos Allegne (Ciego de Ávila, 30 marzo 1986) è una pallavolista cubana, di ruolo opposto.

## Carriera

### Club
Yanelis Santos comincia a giocare a pallavolo fin da piccola e nel 1998 entra nella squadra della sua provincia, il Ciego de Ávila, col quale prende parte al locale campionato di livello amatoriale. 
Dopo aver lasciato la nazionale nel 2012, osserva due stagioni di inattività per poter lasciare Cuba ed approdare in Europa: nella stagione 2014-15 firma col Leningradka di San Pietroburgo nella Superliga russa, mentre nella stagione successiva approda nella Voleybol 1. Ligi turca, dove veste la maglia dell'İlbank di Ankara per un triennio.
Nel campionato 2018-19 gioca nella divisione cadetta turca con il PTT, conquistando la promozione in Sultanlar Ligi.

## Palmarès

### Nazionale (competizioni minori)
- Giochi panamericani 2003
- Montreux Volley Masters 2006
- Giochi centramericani e caraibici 2006
- Montreux Volley Masters 2007
- Coppa panamericana 2007
- Giochi panamericani 2007
- Montreux Volley Masters 2008
- Montreux Volley Masters 2010
- Montreux Volley Masters 2011
- Giochi panamericani 2011
- Coppa panamericana 2012

### Premi individuali
- 2007 - Montreux Volley Masters: Miglior servizio
- 2007 - Coppa del Mondo: Miglior servizio
- 2008 - Giochi della XXIX Olimpiade: Miglior servizio
- 2008 - Final Four Cup: Miglior servizio
- 2009 - Qualificazioni nordamericane al campionato mondiale 2010: MVP
- 2009 - Campionato nordamericano: Miglior servizio
- 2011 - Campionato nordamericano: Miglior attaccante
- 2012 - Qualificazioni nordamericane ai Giochi della XXX Olimpiade: Miglior servizio
- 2012 - Coppa panamericana: Miglior attaccante
- 2012 - Coppa panamericana: Miglior servizio